# Eduard Sibirjakov
Eduard Fjodorovič Sibirjakov (rusky Едуард Фёдорович Сибиряков; 27. listopadu 1941, Čeljabinsk, Sovětský svaz – 4. ledna 2004) byl sovětský volejbalista. Se sovětskou volejbalovou reprezentací se stal dvojnásobným olympijským vítězem z olympiád 1964 a 1968. V roce 1962 se stal mistrem světa.